# Fotgängare

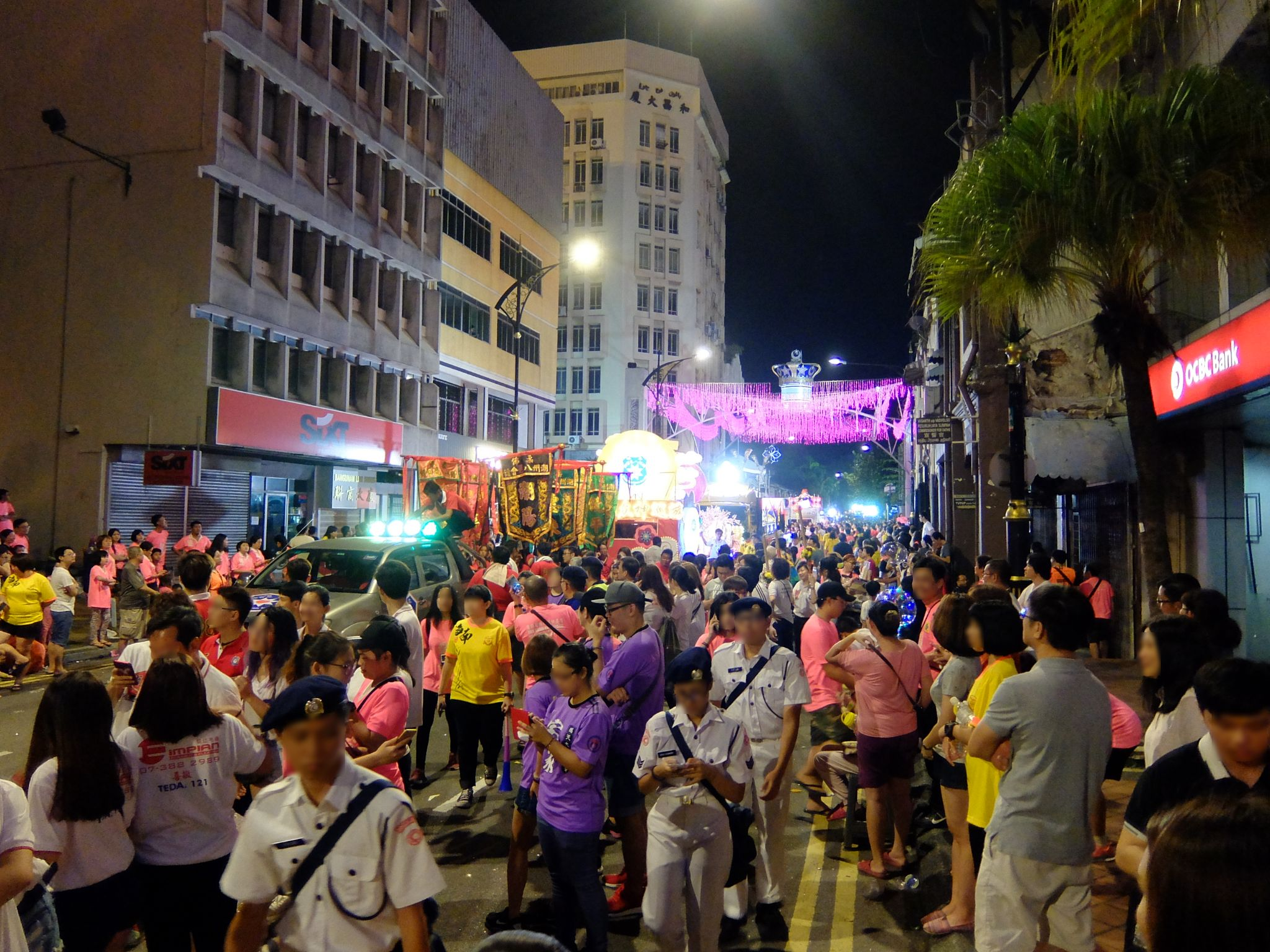
Fotgängare

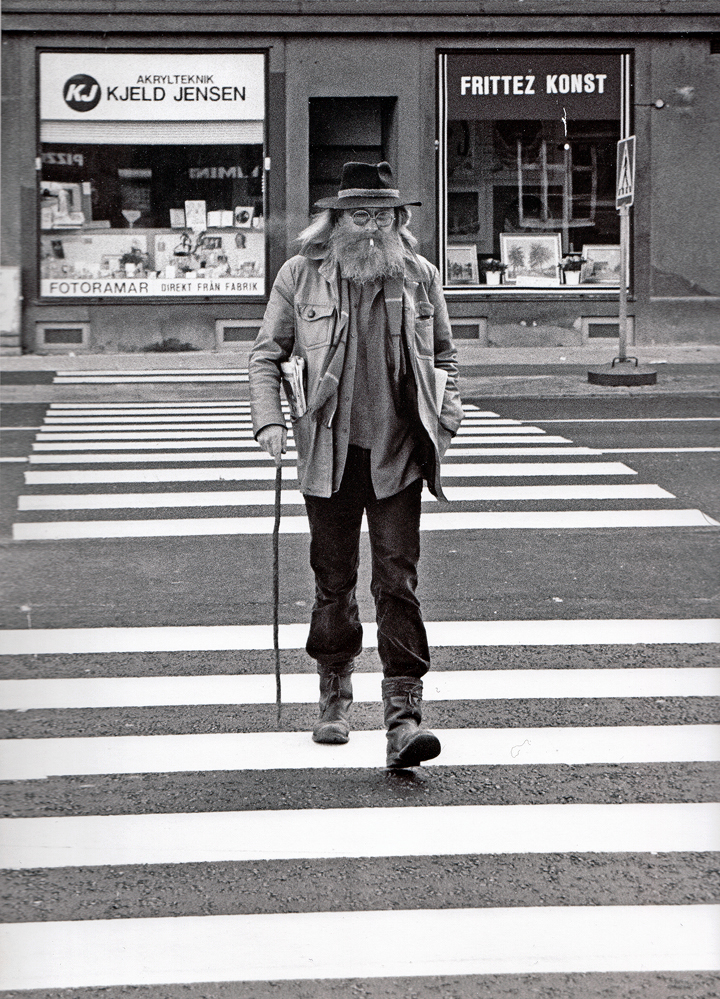
En fotgängare korsar ett övergångsställ.

En fotgängare eller gångtrafikant är en person som går till fots i trafiken. I den svenska trafikförordningen används genomgående termen gående, men fotgängare torde fortfarande vara mer använt i vanligt språkbruk.
Rent juridiskt är gående trafikanter så länge de färdas på en väg för motortrafik, för cykeltrafik eller på en gång- eller ridbana invid en sådan väg. (Det kan läsas i Förordning om vägtrafikdefinitioner 2001, orden Trafikant och Väg.) De trafikregler som gäller för gående är inte tvingande i lika hög utsträckning som de som gäller för andra trafikanter. I stället gäller flera rekommendationer. 
Fotgängare är till exempel inte bundna av att följa regeln om högertrafik, i Sverige är det tvärtom så, att en fotgängare som rör sig på en väg som saknar särskild gångbana rekommenderas att hålla sig på vänster sida, för att på så sätt lättare kunna uppmärksamma den fordonstrafik som kommer på samma sida (eftersom den då alltså kommer emot fotgängaren framifrån i stället för att närma sig bakifrån). Finns gångbana endast på den ena sidan av vägbanan, bör gående använda den oavsett på vilken sida av vägen den ligger.
På en väg eller vägbana med skylten påbjuden gångväg är det bara gående som skall uppehålla sig. På en gågata är övrig trafik normalt inskränkt, och den övriga trafik som kan förekomma ska lämna fotgängare företräde. På en gårdsgata är all trafik tillåten, men fotgängarna ska ha företräde. Fotgängare ska även lämnas företräde på ett obevakat övergångsställe.
Som gående klassificeras också person som färdas på en sparkstötting.

## Trafikregler för fotgängare

### Sverige

Påbjuden gångväg är förbehållen fotgängare

I Sverige gäller i huvudsak vänstertrafik för gående. Bestämmelser för fotgängare regleraa i 7 kap. 1 § trafikförordningen. I detta lagrum står bl.a. följande:
"Gående som använder vägrenen, körbanan eller en gemensam gång- och cykelbana ska om möjligt gå längst till vänster i färdriktningen. Den som åker rullskidor, rullskridskor eller liknande och som färdas med högre hastighet än gångfart ska dock färdas längst till höger om det är lämpligare
De som går i grupp under uppsikt av en ledare eller i en procession ska om det är lämpligt använda vägrenen eller körbanans högra sida i färdriktningen. Om gruppen består av barn som går högst två i bredd, ska om möjligt gångbana, vägren eller cykelbana användas.".

## Säkerhetsfrågor
- European Commission ERSO[3]
- ERSO thematic report[4]
- NHTSA[5]
- NHTSA 2019[6]

Säkerheten är en viktig fråga där bilar kan korsa gågator. Förare och fotgängare har ett visst ansvar för att förbättra trafikanternas säkerhet. Trafikolyckor är inte oundvikliga; de är förutsägbara och kan förebyggas.
De största riskerna för fotgängare är välkända. Bland de väldokumenterade faktorerna finns förarnas beteende (bland annat fortkörning och rattfylleri), brist på infrastruktur (bland annat trottoarer, övergångsställen och säkerhetsöar) och fordonskonstruktioner som inte skyddar fotgängare från kollisioner. Foundation for Crash Research beskriver fotgängare som oskyddade trafikanter eftersom de inte skyddas på samma sätt som fordonsförare. I många länder ligger fokus alltmer på fotgängare snarare än på bilar. 
De flesta fotgängarolyckor inträffar när fotgängare korsar vägen. Fotgängare som skadas av bilar och andra fordon som smiter från olyckor får vanligtvis stora sjukvårdskostnader, behov av ytterligare behandling, inkomstförlust och framtida funktionsnedsättning. De flesta fotgängarolyckor inträffar på natten. De flesta fotgängare dödas i frontalkrockar. I den här situationen träffas den vuxna fotgängaren av fordonets front (t.ex. stötfångaren vidrör ett ben eller en knäled), underkroppen accelererar framåt medan "överkroppen roterar och accelererar i förhållande till fordonet", varvid bäckenet och bröstkorgen träffas. Huvudet träffar sedan vindrutan med samma hastighet som en bil i rörelse. Slutligen faller offret till marken.